# The Piano Lesson (1995)
The Piano Lesson é um telefilme de drama norte-americano de 1995, dirigido por Lloyd Richards e escrito por August Wilson, baseado em sua peça de mesmo nome de 1987. O filme é estrelado por Charles S. Dutton e Alfre Woodard, e conta com a maior parte do elenco da produção original da Broadway. O filme foi ao ar originalmente na CBS em 5 de fevereiro de 1995, como um episódio do Hallmark Hall of Fame.

## Trama
Em 1936, Boy Willie e seu amigo Lymon viajam do Mississippi para Pittsburgh, onde ele deseja que sua irmã Berniece lhe dê o piano de família para que ele possa vendê-lo e comprar terras do Sr. Sutter, um descendente da família que já foi dona dos ancestrais de Willie como escravos. O piano em si pertenceu à esposa do Sutter original, o antigo dono branco de sua família. Décadas antes, o avô de Berniece e Boy Willie, seguindo as instruções do senhor de escravos, esculpiu a história tribal africana da família negra e a história dos escravos americanos na superfície do piano.
Quando Boy Willie chega, seu tio Doaker diz a Willie que Berniece não vai se separar do piano. O namorado de Berniece, Avery, e seu tio Wining Boy também tentam, por razões próprias, fazer Berniece vender. Como vender o piano seria como dar as costas para seu povo e seu passado, Berniece continua a recusar.

## Elenco
- Charles S. Dutton como Boy Willie
- Alfre Woodard como Berniece Charles
- Carl Gordon como Doaker
- Tommy Hollis como Avery
- Lou Myers como Wining Boy
- Courtney B. Vance como Lymon
- Zelda Harris como Maretha
- Tim Hartman como Sutter
- Rosalyn Coleman como Grace
- Tommy Lafitte como Ace
- Lynne Innerst como Miss Ophelia
- Harold Surratt como Papa Willie Boy
- Elva Branson como Mama Berniece
- Ben Tatar como Homem Melancia
- Alice Eisner como Mulher Melancia
- Bob Tracey como Nolander

## Produção
As filmagens ocorreram em Pittsburgh.

## Reconhecimento
O DVD Verdict escreveu que a "excelente escrita salta da tela". Ao notar que a maioria dos filmes de TV parecem voltados "para o menor grupo demográfico comum da família Nielsen", eles escrevem que "algo criado, cheio de drama desmedido e personagens ricos e dimensionais simplesmente ressoa nas ondas de rádio, preenchendo sua estética cinematográfica mais profunda e faminta", e que esse reconhecimento é o caso da adaptação do Hallmark Hall of Fame da peça vencedora do Prêmio Pulitzer de August Wilson, The Piano Lesson. Eles notaram que Wilson é conhecido há muito tempo por "retratos profundos e profundamente comoventes de afro-americanos nos Estados Unidos" e que ele "entende as questões enfrentadas pelas minorias melhor do que a maioria dos dramaturgos modernos". Eles chamaram o filme de "analógico brilhante" e uma "fábula de realismo mágico".
O TV Guide escreveu que o filme é "uma adaptação para TV a cabo dolorosa, mas falha, da peça de August Wilson " e que, embora o filme fosse outro "conto popular de Wilson sobre o legado da escravidão", "infelizmente, esta produção em particular não consegue fazer nenhum fantasma psicológico ou ectoplasmático ganhar vida para o público". Eles observaram que isso não ocorreu porque o filme não deixou clara a mensagem do dramaturgo, o problema estava em "sua obviedade", pois Wilson insistiu em seus pontos.

### Prêmios e indicações
| Ano  | Associações                 | Categoria                                                                       | Nomeações                                                                                         | Resultado |
| ---- | --------------------------- | ------------------------------------------------------------------------------- | ------------------------------------------------------------------------------------------------- | --------- |
| 1995 | Peabody Awards              | Peabody Awards                                                                  | CBS e Craig Anderson Productions, Inc., em associação com Hallmark Hall of Fame Productions, Inc. | Venceram  |
| 1995 | Primetime Emmy Awards       | Melhor Telefilme                                                                | Richard Welsh, Craig Anderson, August Wilson, Robert Huddleston, e Brent Shields                  | Indicados |
| 1995 | Primetime Emmy Awards       | Melhor Ator Principal em Minissérie ou Telefilme                                | Charles S. Dutton                                                                                 | Indicado  |
| 1995 | Primetime Emmy Awards       | Melhor Atriz Principal em Minissérie ou Telefilme                               | Alfre Woodard                                                                                     | Indicada  |
| 1995 | Primetime Emmy Awards       | Melhor Direção numa Minissérie ou Telefilme                                     | Lloyd Richards                                                                                    | Indicado  |
| 1995 | Primetime Emmy Awards       | Melhor Roteiro em Minissérie ou Telefilme                                       | August Wilson                                                                                     | Indicado  |
| 1995 | Primetime Emmy Awards       | Melhor Direção de Arte em Minissérie ou Telefilme                               | James William Newport, Tim Saternow, e Diana Stoughton                                            | Indicados |
| 1995 | Primetime Emmy Awards       | Melhor Figurino para Minissérie ou Telefilme                                    | Vicki Sánchez                                                                                     | Indicada  |
| 1995 | Primetime Emmy Awards       | Melhor Edição para Minissérie ou Telefilme – Produção de Câmera Única           | Jim Oliver                                                                                        | Indicado  |
| 1995 | Primetime Emmy Awards       | Melhor Mixagem de Som para Minissérie ou Telefilme                              | Michael C. Moore, David E. Fluhr, John Asman, e Sam Black                                         | Indicados |
| 1996 | Cinema Audio Society Awards | Melhor Mixagem de Som para Televisão – Filme da Semana, Minissérie ou Especiais | Michael C. Moore, David E. Fluhr, John Asman, e Sam Black                                         | Venceram  |
| 1996 | Prêmios Globo de Ouro       | Melhor Ator em Minissérie ou Telefilme                                          | Charles S. Dutton                                                                                 | Indicado  |
| 1996 | NAACP Image Awards          | Melhor Minissérie ou Telefilme                                                  | Melhor Minissérie ou Telefilme                                                                    | Indicado  |
| 1996 | NAACP Image Awards          | Melhor Ator em Minissérie ou Telefilme                                          | Charles S. Dutton                                                                                 | Indicado  |
| 1996 | NAACP Image Awards          | Melhor Atriz em Minissérie ou Telefilme                                         | Alfre Woodard                                                                                     | Venceu    |
| 1996 | Screen Actors Guild Awards  | Melhor Atriz em Minissérie ou Telefilme                                         | Alfre Woodard                                                                                     | Venceu    |